# 阿黛尔·玛拉
阿黛尔·玛拉（英語：Adele Mara，1923年4月28日—2010年5月7日）美国知名模特、歌手、演员。

## 生平
1923年，玛拉出生在美国密歇根州韦恩县。她是西班牙裔美国人。
玛拉的代表作有：《硫磺岛浴血战》、《暴露无遗》、《我迫不及待》等。
2010年，玛拉在美国加利福尼亚州洛杉矶县逝世。

## 家庭
1952年，玛拉和罗伊·哈金斯结婚，两人有三个子女：约翰·哈金斯、汤玛斯·哈金斯、詹姆斯·帕特里克·哈金斯。